# Philip Casnoff
Philip Casnoff (* 3. August 1949 in Philadelphia) ist ein US-amerikanischer Schauspieler.

## Leben
Casnoff wurde bekannt durch seine Rolle als Elkanah Bent, dem Gegenspieler der Hauptfiguren Orry Main und George Hazard in der Serie Fackeln im Sturm, den er in allen drei Staffeln spielte. Sie stellte seine erste große Fernsehrolle und zugleich seinen Durchbruch als Serienschauspieler dar. 1992 verkörperte er in der Mini-Serie Frank Sinatra – Der Weg an die Spitze den Entertainer und Schauspieler Frank Sinatra, wofür er eine Golden-Globe-Nominierung erhielt.
In der Fernsehserie Strong Medicine spielte er fünf Jahre lang den Chefarzt Robert Jackson. Er absolvierte außerdem viele Gastrollen in so bekannten Serien wie Frasier, Law & Order, Remington Steele und Chicago Hope. Bei einer Folge von Strong Medicine wie auch von Monk führte er zudem Regie.
Neben seinem Engagement beim Fernsehen versuchte sich Casnoff am Broadway in verschiedenen Musicals, darunter als Freddie in Chess. Gute Kritiken erhielt er für seine Rolle in der Musical-Version von James Clavells Shogun. Beide Produktionen wurden jedoch vorzeitig abgesetzt.
Casnoff ist seit 1984 mit der Schauspielerin Roxanne Hart verheiratet, sie haben zwei gemeinsame Kinder.

## Filmografie (Auswahl)
- 1978: Sternenkrieg im Weltall (Uchu kara no messeji)
- 1980: Im Sommercamp ist die Hölle los (Gorp)
- 1980: Christmas Evil (You Better Watch Out)
- 1982: The Renegades (Fernsehfilm)
- 1984: The Edge of Night (Fernsehserie, 33 Episoden)
- 1985–1986, 1994: Fackeln im Sturm (North and South, Miniserie, 11 Episoden)
- 1987: Hands of a Stranger – Ein Mann nimmt Rache (Hands of a Stranger, Fernsehfilm)
- 1988: Im Zeichen der roten Spinne (The Red Spider, Fernsehfilm)
- 1991: Seeschlacht vor Virginia (Ironclads, Fernsehfilm)
- 1991: Fluch der Leidenschaft (Red Wind, Fernsehfilm)
- 1992: Love-Crash (Jersey Girl)
- 1992: Frank Sinatra – Der Weg an die Spitze (Sinatra, Fernsehzweiteiler)
- 1994: Temptation
- 1994: Dreieck der Sünde (Saints and Sinners)
- 1994–1995: Unter Verdacht – Der korrupte Polizist (Under Suspicion, Fernsehserie, 18 Episoden)
- 1995: Danielle Steel: Abschied von St. Petersburg (Zoya, Fernsehfilm)
- 1996: Der lange Weg zum Mars (Special Report: Journey to Mars, Fernsehfilm)
- 1996: Die Nanny (The Nanny, Fernsehserie, Episode 3x24)
- 1997: Griff nach den Sternen (Little Girls in Pretty Boxes, Fernsehfilm)
- 1998: Blut an ihren Händen (Blood on Her Hands, Fernsehfilm)
- 1999–2000: Oz – Hölle hinter Gittern (Oz, Fernsehserie, 13 Episoden)
- 2000–2005: Strong Medicine: Zwei Ärztinnen wie Feuer und Eis (Strong Medicine, Fernsehserie, 108 Episoden)
- 2006: Material Girls
- 2010: Criminal Minds (Fernsehserie, Episode 6x11)
- 2010: Switchback
- 2011: Field of Vision (Fernsehfilm)
- 2011, 2012: Navy CIS (NCIS, Fernsehserie, Episoden 9x1, 9x12)
- 2012: CSI: Vegas (CSI: Crime Scene Investigation, Fernsehserie S12 E14)
- 2013: Sex & Marriage
- 2015: Ted 2
- 2015: Sight Unseen
- 2017: Homeland (Fernsehserie, Episode 6x12)
- 2017: Die Verlegerin (The Post)
- 2018: Garrow
- 2018: Madam Secretary (Fernsehserie, Episode 5x10)
- 2021: All Rise – Die Richterin (All Rise, Fernsehserie, Episode 2x14)
- 2021: Hit & Run (Fernsehserie, Episode 1x05)